# Pine Haven, Wyoming
Pine Haven är en småstad i Crook County i nordöstra Wyoming i USA, med 490 invånare vid 2010 års folkräkning. Orten ligger på en halvö på södra sidan av Keyholereservoaren i Belle Fourche River.

## Turism och sevärdheter
I anslutning till staden ligger Keyhole State Park. Norr om Pine Haven ligger Devils Towers nationalmonument.